# Фірсов В'ячеслав Олександрович
В'ячесла́в Олекса́ндрович Фі́рсов (1971—2014) — старший прапорщик, Державна прикордонна служба України, учасник російсько-української війни.

## Життєпис
Народився 1971 року в Станиці Луганській. Закінчив станичнолуганську ЗОШ № 1; луганське СПТУ № 45. Помічник машиніста; працював у ливарному цеху. Строкову службу в ЗС СРСР проходив у Нагірному Карабасі.
Від 1992 року служив в ДПСУ. Інспектор прикордонної служби кінологічного відділення відділу «Красна Талівка» прикордонного загону Східного регіонального управління Державної прикордонної служби України. Із своїми собаками знаходив наркотики і зброю. На початку 2014 року мав піти на пенсію — однак в умовах війни лишився із своїм собакою на службі.
Загинув в бойовому зіткненні у Красній Талівці — прикордонники близько 15-ї години зупинили диверсійно-розвідувальну групу, котра порушила кордон з території Росії. Бій тривав 2,5 години, терористів підтримували вогнем з Російської Федерації — міномети, 2 БТР та 2 БМП. Також українських прикордонників обстрілювали некерованими реактивними снарядами 2 бойові вертольоти Мі-24 Збройних сил РФ. У бою загинули 4 прикордонники, 3 поранено, однак прорив через кордон не відбувся, диверсанти ж вивезли своїх поранених та вбитих під прикриттям вогню російських БТРів та вертольотів до Росії.
Похований у Білолуцьку.
Без В'ячеслава лишилися мама Світлана Олексіївна і син Дмитро. Собака Рем після демобілізації жив при Світлані Олексіївні.

## Нагороди та вщанування
- 8 вересня 2014 року — за особисту мужність і героїзм, виявлені у захисті державного суверенітету та територіальної цілісності України, вірність військовій присязі під час російсько-української війни, відзначений — нагороджений орденом «За мужність» III ступеня (посмертно).
- Його портрет розміщений на меморіалі «Стіна пам'яті полеглих за Україну» в Києві: секція 3, ряд 1, місце 25
- Вшановується 25 серпня на щоденному ранковому церемоніалі вшанування українських захисників, які загинули цього дня в різні роки внаслідок російської збройної агресії[1]
- Відмінник Прикордонної служби (2009)
- Відзнака Президента України «За участь в антитерористичній операції»